# Liste der Monuments historiques in Ville-sur-Saulx
Die Liste der Monuments historiques in Ville-sur-Saulx führt die Monuments historiques in der französischen Gemeinde Ville-sur-Saulx auf.

## Liste der Immobilien
| Bezeichnung                | Beschreibung | Standort                   | Kennzeichnung | Schutzstatus | Datum | Bild           |
| -------------------------- | --- | -------------------------- | ------------- | ------------ | ----- | -------------- |
| Château de Ville-sur-Saulx | auch Château de Trèves; Schloss ab 1550 erbaut, Architekt Ligier Richier; englischer Garten mit Hängebrücke, Ende des 19. Jahrhunderts; auch auf dem Gebiet von L’Isle-en-Rigault | 11, route de L’Isle (Lage) | PA00106678    | Inscrit      | 1995  | weitere Bilder |

## Liste der Objekte
| Bezeichnung   | Beschreibung | Standort                       | Kennzeichnung | Schutzstatus | Datum | Bild |
| ------------- | --- | ------------------------------ | ------------- | ------------ | ----- | ---- |
| Roter Ornat   | Kasel, Manipel, Kelchvelum und Bursa; Seide, bestickt, erste Hälfte des 19. Jahrhunderts; im Centre départemental d’art sacré in Saint-Mihiel deponiert | in der Kirche St-Pierre (Lage) | PM55002544    | Inscrit      | 1996  |      |
| Chorglöckchen | Bronze, vergoldet, Ende des 19. Jahrhunderts | in der Kirche St-Pierre (Lage) | PM55002589    | Inscrit      | 2005  |      |
| Kreuzweg      | 14 Skulpturengruppen in Nischen; Keramik und Holz, bemalt, 1885 von Anselme de Warren                                                                   | in der Kirche St-Pierre (Lage) | PM55001158    | Classé       | 1997  |      |